# Megalodon (film)
Megalodon är en amerikansk film från 2004. Den är regisserad av Pat Corbitt efter manus av Gary Tunnicliffe och Stanley Isaacs.

## Rollista
| Leighanne Littrell   | – Christen Giddings     |
| Robin Sachs          | – Peter Brazier         |
| Al Sapienza          | – Ross Elliot           |
| Mark Sheppard        | – Mitchell Parks        |
| Jennifer Sommerfield | – Amanda 'Maz' Zablenko |
| Evan Mirand          | – R.P. McGinnis         |
| Steve Scionti        | – David Collen          |
| Fred Belford         | – Jake Thompson         |